# PgTcl
Pgtcl ist eine in C geschriebene Programmbibliothek für die Tool Command Language zur Verwendung mit dem Datenbanksystem PostgreSQL.
Sie wird vom Unternehmen FlightAware entwickelt und unter einer BSD-Open-Source-Lizenz veröffentlicht.